# Helter Skelter (film 2004)
Helter Skelter – amerykański  telewizyjny  film fabularny z 2004 roku, w reżyserii Johna Graya, remake  filmu z 1976 roku.
Film poświęcony wydarzeniom z 8 sierpnia 1969 roku, gdy sekta Charlesa Mansona dokonała zbiorowego morderstwa w hollywoodzkiej rezydencji Romana Polańskiego. Reżyser filmu skupił się w szczególności na analizie potencjalnych motywów, którymi kierował się Manson.
Film powstał na podstawie książki Vincenta Bugliosi i Curta Gentry, polskie wydanie w tłumaczeniu Mirosława P. Jabłońskiego, wyd. Prószyński i S-ka, Warszawa 1999; wyd. II wydawnictwo Szafa, Warszawa 2010.

## Obsada
- Jeremy Davies jako Charles Manson
- Clea DuVall jako Linda Kasabian
- Allison Smith jako Patricia „Katie” Krenwinkel
- Frank Zieger jako Clem Watkins
- Eric Dane jako Charles „Tex” Watson
- Mary Lynn Rajskub jako Lynette „Squeaky” Fromme
- Michael Weston jako Bobby Beausoleil
- Hal Ozsan jako Joey Dimarco
- Rick Gomez jako Milio
- Robert Joy jako detektyw Morrisy
- Graham Beckel jako Jerry
- Chris Ellis jako sierżant Whiteley
- Isabella Hofmann jako Rosemary LaBianca
- Marek Probosz jako Roman Polański
- Whitney Dylan jako Sharon Tate
- Marguerite Moreau jako Susan „Sadie” Atkins
- Bruno Kirby jako Vincent Bugliosi
- George Tasudis jako Wojciech Frykowski

## Nagroda i nominacje
Nagroda Emmy 2004
- Najlepsza muzyka w miniserialu lub filmie tv - Mark Snow (nominacja)

Nagroda Satelita 2005
- Najlepszy film tv (nominacja)
- Najlepsza aktorka w miniserialu lub filmie tv - Clea DuVall (nominacja)